# یخچال هیسپار
یخچال هیسپار (اردو: ہسپر گلیشر) یک یخچال طبیعی به طول ۴۹ کیلومتر (۳۰ مایل) است که در کوه‌های قره‌قروم در ایالت گلگت بلتستان پاکستان قرار دارد. این یخچال در محلی به نام گذرگاه هیسپار لا که ارتفاع آن به می‌رسد، به یخچال بیافو می‌پیوندد که ۶۷ کیلومتر (۴۲ مایل) طول دارد. تلاقی این دو یخچال، طولانی‌ترین سامانه یخچالی جهان را خارج از مناطق قطبی زمین ایجاد می‌کند.

## ویژگی‌ها

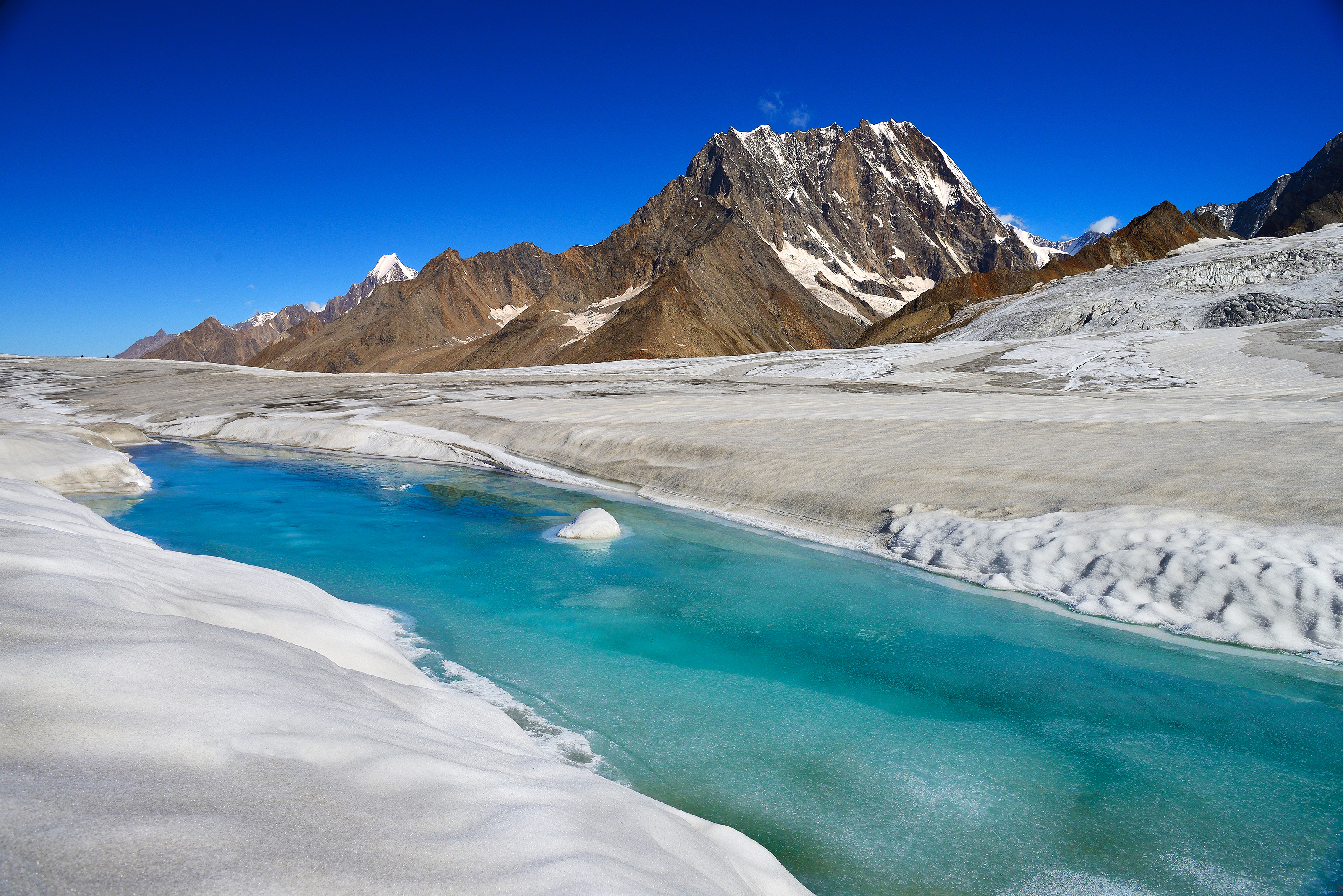
یک جریان یخچالی بر روی یخچال هیسپار

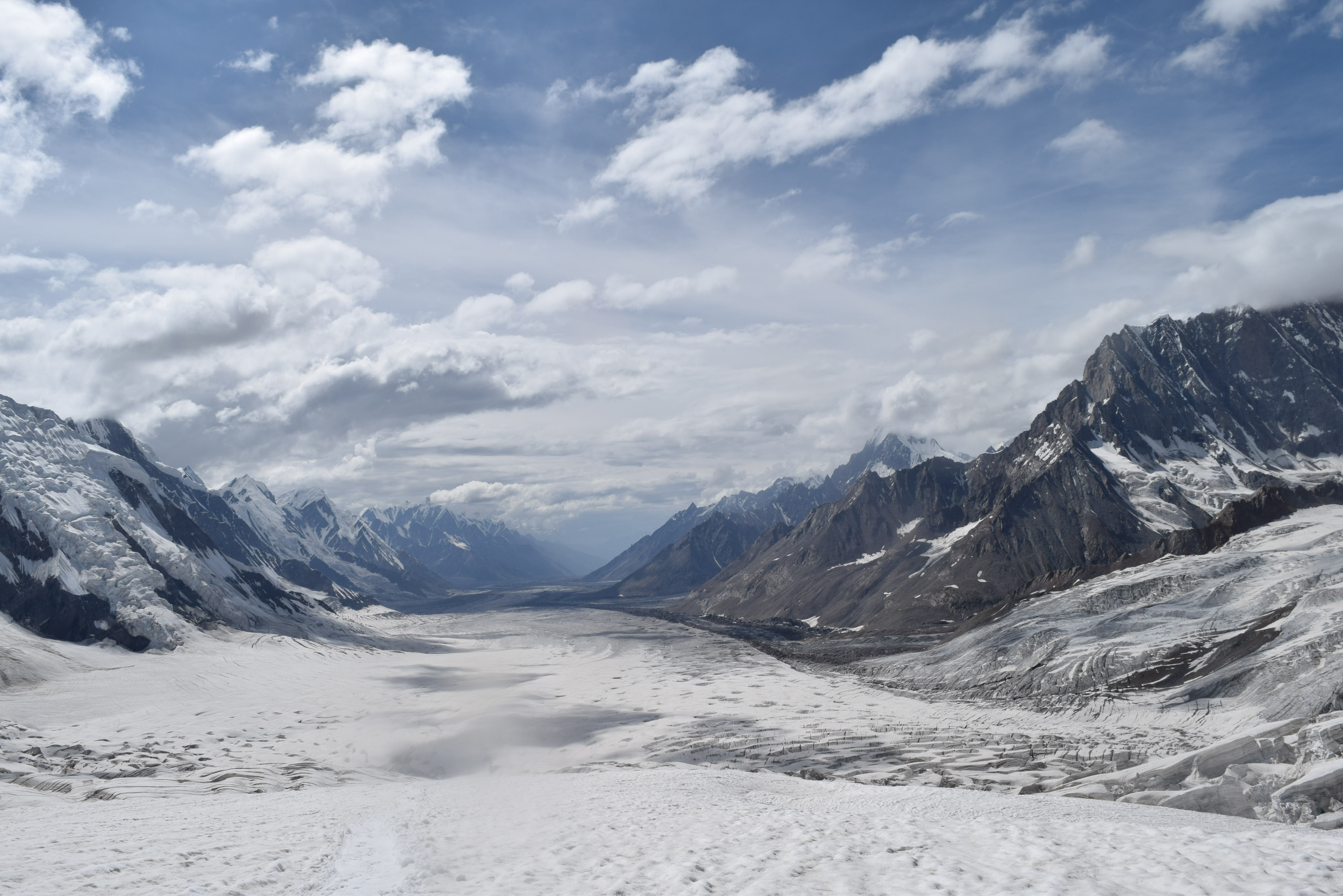
دریاچه برفی در پاکستان

یخچال هیسپار مانند یک بزرگراه یخی ۱۰۰ کیلومتری (۶۲ مایلی) است که به عنوان یک مسیر ارتباطی بین دو پادشاهی کوهستانی باستانی عمل می‌کند: ایالت شاهزاده‌نشین ناگار در غرب و بلتستان در شرق. نیمه بالایی یخچال بیافو به دلیل شیب زمین و تخته‌سنگ‌های بزرگی که به‌ویژه در یخرفت‌ها جانبی و دامنه‌های تپه‌ها دیده می‌شود، چالش‌برانگیز است. عبور عرضی از یخچال به ویژه هنگام عبور از چهار شاخه از یخچال اصلی از شمال سخت می‌شود و گذرگاه‌های بالقوه مرتفع نیز می‌توانند خطرناک باشند.

## رودها
رود هیسپار که شاخه‌ای از رود هنزه است، از آب ناشی از ذوب یخچال سرچشمه می‌گیرد.